# Iatveahî, Mostîska
Iatveahî (în ucraineană Ятвяги) este un sat în comuna Hlîpli din raionul Mostîska, regiunea Liov, Ucraina.

## Demografie
Componența lingvistică a localității Iatveahî
     Ucraineană (100%)
Conform recensământului din 2001, toată populația localității Iatveahî era vorbitoare de ucraineană (100%).